# Plexippus setipes
Plexippus setipes là một loài nhện trong họ Salticidae.
Loài này thuộc chi Plexippus. Plexippus setipes được Ferdinand Karsch miêu tả năm 1879.